# Domusa Teknik
Domusa Calefacción Sociedad Cooperativa es una empresa industrial del municipio español de Régil, Guipúzcoa, dedicada a la fabricación de calderas, quemadores y otros productos del sector de la calefacción.
La empresa fue fundada en Azpeitia en 1976. Desde 1999 es una sociedad cooperativa integrado en la Corporación Mondragon.
La actividad de Domusa Teknik se centra en el diseño, la fabricación y comercialización de productos para la climatización y el confort. Ofrecen bombas de calor aerotérmicas, sistemas solares para producción de agua caliente sanitaria, calderas de hierro fundido y acero usando como combustible gas, gasoil, o biomasa, inter-acumuladores de agua caliente, calderas eléctricas, calderas murales a gas, termos eléctricos y quemadores de gasoil.
Su sede central y planta de producción se encuentran en Régil, y cuenta con un almacén y una sala de exposición en Azpeitia (Guipúzcoa).
Actualmente cuenta con SAT propios en España, Francia, Portugal e Italia y con una presencia comercial en 32 países repartidos por los 5 continentes.
- Datos: Q8561619